# João Gomes Martins Filho
João Gomes Martins Filho (São Paulo, 2 de agosto de 1908) foi um político brasileiro. Exerceu o mandato de deputado federal constituinte por São Paulo em 1946.